# Lubogoszcz (województwo zachodniopomorskie)
Lubogoszcz (niem. Lübgust) – wieś w Polsce położona w województwie zachodniopomorskim, w powiecie szczecineckim, w gminie Grzmiąca, 3 km na południowy wschód od Grzmiącej.
Wieś wzmiankowana już w 1533. We wsi znajduje się neogotycki kościół św. Magdaleny oraz eklektyczny pałac z XIX w. W okolicy znaleźć można torfowiska.
Od XVIII w. wchodziła w skład lenna rodu von Glasenapp, pozostając w ich rękach, lub osób z nimi skoligaconych, do końca II wojny światowej.
1,5 km na zachód, przed drogą wojewódzką nr 171 (Grzmiąca - Barwice) dawna stacja kolejowa na nieczynnej linii kolejowej Grzmiąca - Kostrzyn nad Odrą.